# Байбагас-батур
Байбагас-батур (Байбугус-Баатур) (*ᠪᠠᠶᠢᠪᠠᠭᠠᠰᠪᠠᠭᠠᠲᠤᠷ д/н — 1630) — 12-й очільник Дербен-Ойрата в 1600—1630 роках.

## Життєпис
Походив з роду хошутів, предком якого був Джочі-Хасар. Старший син тайши Хонгор-нойона. 1577 року після поразки батька від тушету-хана Абатая разом з родиною відкочував на захід. Ймовірно 1586 року долучився до антимонгольського повстання.
У 1587 році Байбагас обирається даргою (очільником) чулгану (на кшталт сейму) Дербен-Ойрату. Ймовірно перед тим після смерті батька очолив плем'я хошутів. Поступово став протистояти Абіда-Аблай-тайши з племені чорос, намагаючись повернути провідну роль хошутів в державі. Боротьба перетворилася у відкрите збройне протистояння, що завершилося 1600 року перемогою Байбагаса.
Намагався зміцнити Дербен-Ойрат, для чого активно поширював ламаїзм серед ойратів, розглядаючи в єдиній релігії важливий фундамент. Байбагас тривалий час підтримував контакти з представниками далай-лами в Халхі і намагався встановити зв'язок із самим Далай-ламою V.
Водночас мусив до 1606 року боротися проти дзасакту-хана Лайхор-хана, відстоюючи самостійність ойратського союзу. Того ж року не зміг протидіяти обранню даргою чулгану Хара-Хули, тайджі племені чорос. В результаті створився своєрідний дуумвірат.
1608 року почалася війна з алтин-ханом Убаші-хунтайджі, який завдав поразки ойратам, захопивши центр колишнього ойратського володіння в регіоні Киргиз-Нор і Убса-Нор. Але 1609 року Байбагас-батур завдав супротивнику поразки, змусивши залишити ойратські володіння.
З початку 1610-х років вступив у протиріччя з дербетами на чолі з Далай-Батиром і торгутами на чолі з Хо-Урлюком, що дедалі більше прагнули до самостійності. 1614 року почалася чергова війна з алтин-ханом. Це змусило тайши ойратів визнати військову владу Байбагаса, але той зазнав тяжкої поразки. Це спричинило потужну кризу в Дербен-Ойраті: 1615 року очільник племені чорос Хара-Хула визнав зверхність алтин-хана.
У 1615 році з ініціативи Байбагаса, підтриманого хутухтою далай-лами, всі ойратські нойони вирішили висвятити в ченці по одному зі своїх синів. Байбагас усиновив сина хошутського нойона Баба-хана, що став відомий як Зая-пандіта.
Разом з тим спроби Байбагаса у 1616—1617 році організувати опір Убаші-хунтайджі виявився марним через внутрішні суперечки. З 1617 року вступає в сутички з Цогту-тайджі, правителем Булганського аймака в державі дзасакту-хана. У 1619 року зазнав нової поразки від алтин-хана, відкочувавши до Ішиму та Іртишу.
1620 року дербети Далай-Батира, торгути Хо-Урлюка і частина хошутів на чолі з його зведеним братом Чокуром визнали зверхність Московського царства. Цим ще більше було прискорено процеси розпаду Дербен-Ойрату. Того ж року ойрати ззанали нападу казаського Єсім-хана.
1623 року Байбагас-батур відкочував з Іртиша до Тоболу, ведучи перемовини з московським урядом щодо прийняття його в підданство. Але головним чином тайджі розраховував на отримання допомоги у протистоянні з Убаші-хунтайджі. Проте марно. Того ж року Байбагас зазнав поразки від алтин-хана. В результаті практично весь Дербен-Ойрат було підкорено Убаші-хунтайджі, а Байбагас тримався в гірських районах Тарбагатаю.
1625 року вступив у протистояння з Чокуром за хошун (улус) Чін-тайши, завдавши поразки братові. Втім в цю боротьби втрутилися дербетські тайши. Чокур під час триваючих перемовин раптово напав на Байбагаса, завдавши тому поразки. Йому на допомогу прийшов Хара-Хула.
1626 року Байбагас завдав поразки Чокуру, який разом з дербетами Далай-Батира і торгутами Хо-Урлюка відкочував до Емби, де вони розділилися. Водночас серед решти ойратів впливу набув Хара-Хула, що 1627 року очолив спротив монголам. До 1629 року Байбагас фактично втратив владу над Дербен-Ойратом. 1630 року зазнав нового нападу брата Чокура, внаслідок чого загинув.